# لاري سلون
لاري سلون (بالإنجليزية: Larry Sloan)‏ هو صحفي الرأي وصحفي أمريكي، ولد في 1922 في نيويورك في الولايات المتحدة، وتوفي في 14 أكتوبر 2012.